# Molí de Minoves (Avià)
El molí de Minoves era un molí i en l'actualitat és un jaciment arqueològic que està situat al nucli de Cal Rosal, al municipi d'Avià, a la riera del Metge, just abans que aquesta desemboqui al riu Llobregat i de la carretera C-16. Està catalogat al mapa de patrimoni de la Generalitat de Catalunya amb el número 19845 i al mapa de patrimoni cultural de la Diputació de Barcelona té el número d'element 08011/89. És considerat patrimoni immoble en la categoria de jaciment arqueològic i en l'actualitat està en desús. Gaudeix de protecció legal atorgada pel BCIL, el ZEA, el POUM d'Avià i el DOGC DEL 12/07/2011. La seva fitxa de patrimoni està associada a la fitxa de la Colònia Rosal (08011/91) i de l'antiga fàbrica de Cal Seguí (08011/129).
El molí de minoves era l'únic molí que era alimentat per la riera del Metge. Té un interès didàctic, ja que es pot veure el curs que feia l'aigua des de la seva captació fins al retorn a la riera.
El Consell Comarcal del Berguedà va declarar el molí de Minoves com a BCIL l'11 de juliol de 2011.

## Descripció i característiques
En l'actualitat, del molí de Minoves, en resten dempeus murs fins a una alçada d'una planta. El seu parament està fet a base de pedres no gaire grans, ben escairades, que estan disposades en filades i són unides per morter. Es pot veure el seu traçat en planta i alguns arcs que possiblement pertanyien a obertures, però no es conserva cap coberta.
El molí aprofitava les aigües de la riera de la Rompuda i les aigües canalitzades de la riera del Metge, que en aquest tram també es diu Torrent de Berga i en la que poc més al nord hi desaigua la Riera de Font Caldes.
L'edifici del molí tenia una planta irregular que s'adaptava a la riba de la riera i tenia dos cossos principals que segurament havien estat de dues etapes constructives diferents. En fotografies antigues s'hi pot veure la data de 1637 gravada a la llinda d'una finestra i una antiga porta adovellada d'arc de mig punt sobre la qual hi ha una altra porta rectangular. A les restes que hi ha actualment s'hi veuen dos desguassos amb volta, un a cadascun dels cossos. El més actual, el que està a l'esquerra, té una paret mitjera i encara conserva el rodat. Al lloc també s'hi pot veure altres restes com dues moles de la Ferté, un molí escairador i un forn de pa. A més a més, també es conserva el rec i el bagant de desguàs i la bassa. Al camp de damunt el molí s'hi ha trobat restes d'altres dues moles del tipus La Ferté.

## Història
La notícia històrica més antiga del molí de Minoves data de l'1 de juny de 1565, quan es fa referència a una venda de dues peces de terra situades a la Plana del Pont d'Oroniu (o Pla de Gual). Aquesta venda la va fer Pere Puig, pagès de Sant Martí de Llavaneres (Olvan) a Pere Joan Minoves, pagès d'Olvan (documentació de la masia Minoves d'Olvan). Es creu que aquest terreny seria el que els Minoves hi aixecarien el molí l'any 1637, data que apareixia en una llinda d'una finestra. Al mateix arxiu particular hi ha dos documents més: un del 1722 i un del 1756. En el primer s'hi descriu la venda i creació d'un censal sobre el molí de Minoves que estava situat a Sant Vicenç d'Obiols, a prop del Pont d'Oroniu. El segon parla de l'arrendament del molí, propietat de Joan Minoves, a Jaume Planes per un període de cinc anys.
El molí també surt esmentat en el Capbreu de Monestir de Ripoll de 1758, que el situa a Sant Vicenç d'Obiols i que era propietat de Joan Minoves, pagès d'Olvan. Els anys 1803 i 1847 el molí apareix en documents de censals atorgats per Antoni Minoves. Així, també és citat en el cadastre de 1856, a l'Amillarament de 1862 i de 1879 (Arxiu Municipal d'Avià). En el Registre de Matrícula Industrial d'Avià (Arxiu Municipal d'Avià) apareix com un molí de civada, ordi i blat de moro.
El 1901 Manuela Pla i Minoves va fer edificar pisos nous als nivells superiors del molí i va llogar l'ús de l'aigua i al força motriu a Melitó Minoves per un període de vint anys. El 1922 fou venut a Montserrat Nadal i Calderó, esposa d'Agustí Rosal i Sala (que era l'alcalde de Berga i el constructor de la colònia agrícola de Graugés). El 1935 el molí va deixar de funcionar i l'edifici va servir únicament d'habitació. Després de la Guerra Civil Espanyola, el 1939, l'aigua de la bassa fou aprofitada com a força complementària per a l'antiga fàbrica d'espardenyes de Pere Seguí, a on hi havia una turbina i un motor elèctric de 40 CV. Els Seguí van alternar la fabricació d'espardenyes amb la molta de gra al molí de Minoves fins al 1949. El 1959, l'empresa Manufacturas Rosa S.A. van comprar la finca als germans Comas Gusart i en dates posteriors apareix com a propietat de Bergolvan S.A.L.
El 10 de setembre de 1995, el consistori d'Avià va enderrocar l'edifici del molí, ja que restava en estat ruinós a causa d'un incendi. El juliol de 2001, el mateix ajuntament el va declarar Bé d'Interès Local.